# II-21
De II-21 is een nationale weg van de tweede klasse in Bulgarije. De weg loopt van Roese naar Silistra. De II-21 is 117 kilometer lang.